# Solanum achorum
Solanum achorum es una especie de planta fanerógama de la familia de las solanáceas.

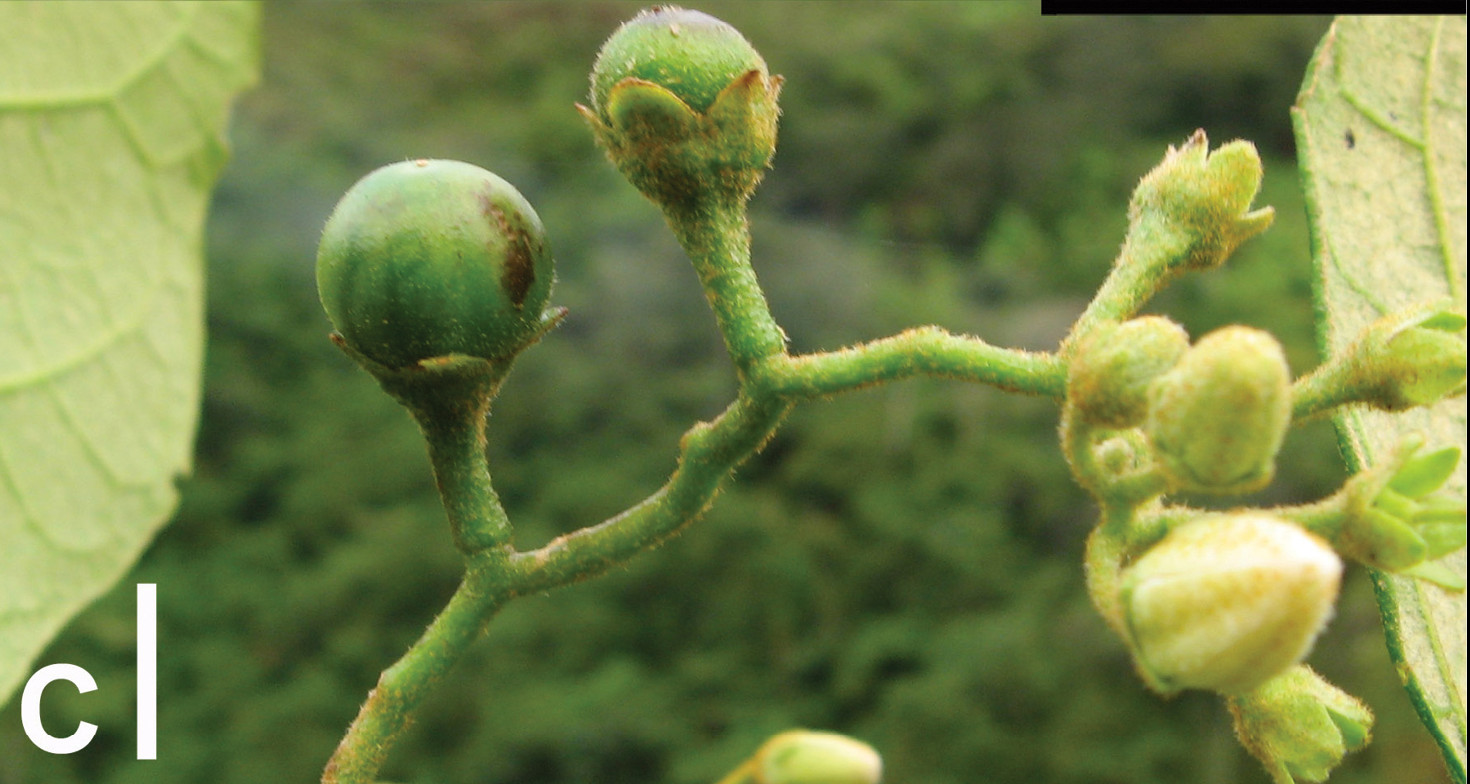
Fruto

## Distribución
Se encuentra en Perú en la Provincia de Chachapoyas, en el Río Utcubamba a una altitud de  2050 metros.

## Taxonomía
Solanum achorum fue descrita por  Stephen R. Stern y publicado en PhytoKeys 1: 60, f. 3. 2010.
Etimología
Ver: Solanum
achorum: epíteto latino 